# Виллер-Серне
Вилле́р-Серне́ (фр. Villers-Cernay) — коммуна во Франции, находится в регионе Шампань — Арденны. Департамент коммуны — Арденны. Входит в состав кантона Восточный Седан. Округ коммуны — Седан.
Код INSEE коммуны — 08475.
Коммуна расположена приблизительно в 220 км к северо-востоку от Парижа, в 100 км северо-восточнее Шалон-ан-Шампани, в 24 км к востоку от Шарлевиль-Мезьера.

## Население
Население коммуны на 2008 год составляло 318 человек.
| 1962 | 1968 | 1975 | 1982 | 1990 | 1999 | 2008 |
| ---- | ---- | ---- | ---- | ---- | ---- | ---- |
| 222  | 242  | 260  | 271  | 306  | 293  | 318  |

## Администрация
| Период | Период | Фамилия     | Партия | Должность |
| ------ | ------ | ----------- | ------ | --------- |
| 2001   | 2008   | Робер Колле |        |           |
| 2008   |        | Ги Роже     |        |           |

## Экономика

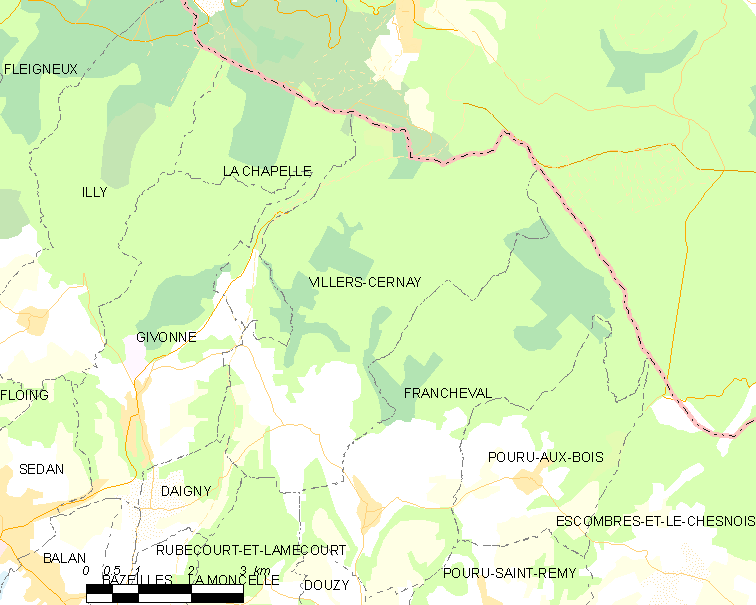
Карта коммуны

В 2007 году среди 216 человек в трудоспособном возрасте (15—64 лет) 164 были экономически активными, 52 — неактивными (показатель активности — 75,9 %, в 1999 году было 64,9 %). Из 164 активных работали 146 человек (84 мужчины и 62 женщины), безработных было 18 (7 мужчин и 11 женщин). Среди 52 неактивных 15 человек были учениками или студентами, 16 — пенсионерами, 21 были неактивными по другим причинам.